# Waverly (Iowa)
Waverly ist eine Stadt (mit dem Status „City“) und Verwaltungssitz des Bremer County im US-amerikanischen Bundesstaat Iowa. Im Jahr 2010 hatte Waverly 9874 Einwohner, deren Zahl sich bis 2020 auf 10.394 erhöhte.
Waverly ist Bestandteil der Waterloo – Cedar Falls metropolitan area.

## Geografie
Waverly liegt im mittleren Nordosten Iowas beiderseits des Cedar River, der über den Iowa River zum Stromgebiet des Mississippi gehört. Dieser bildet rund 130 km östlich die Grenze Iowas zu Wisconsin und Illinois.
Die geografischen Koordinaten von Waverly sind 42°43′36″ nördlicher Breite und 92°28′31″ westlicher Länge. Die Stadt erstreckt sich über eine Fläche von 29,7 km².
Nachbarorte von Waverly sind Tripoli (25 km ostnordöstlich), Readlyn (21,4 km östlich), Denver (16,6 km südöstlich), Janesville (11,2 km südlich), Cedar Falls (25 km in der gleichen Richtung), New Hartford (29,4 km südwestlich), Shell Rock (10,8 km westlich), Clarksville (21,7 km nordwestlich) und Plainfield (19,8 km nordnordwestlich).
Die nächstgelegenen größeren Städte sind Rochester in Minnesota (165 km nördlich), La Crosse in Wisconsin (207 km nordnordöstlich), Wisconsins Hauptstadt Madison (303 km ostnordöstlich), Dubuque an der Schnittstelle der Staaten Iowa, Wisconsin und Illinois (170 km ostsüdöstlich), Cedar Rapids (121 km südöstlich), die Quad Cities in Iowa und Illinois (248 km in der gleichen Richtung) und Iowas Hauptstadt Des Moines (201 km südwestlich).

## Infrastruktur
Die Stadt besitzt einen Haltepunkt am Canadian National Railway und wird vom Bahnunternehmen  der  Grand Trunk Corporation bedient, sie ist somit im Taktverkehr des transkontinentalen Schienennetzes mit dem Golf von Mexiko, den Großen Seen und dem Kanadischen Hinterland verbunden. Die Eisenbahn war einst wichtig für die Abwicklung der Viehtransporte und für Düngemittel- und Getreidelieferungen. Weiterhin besteht ein Regionalflugplatz am Stadtrand.

## Bildung
Das Wartburg-College in Waverly wurde im Jahre 1852 gegründet und ist nach der Wartburg, einer Wirkungsstätte Martin Luthers in der deutschen Partnerstadt Eisenach benannt.
Am College sind jährlich etwa 1450 Studenten eingeschrieben, auch ausländische Studenten entdecken zunehmend die Vorteile einer ländlichen Universitätsstadt, die Schule ist somit als Wirtschaftsfaktor für die Stadt sehr bedeutsam.

## Kultur und Sehenswürdigkeiten
Das Bremer County Geschichtsmuseum und das Schield International Museum informieren zur Regionalgeschichte.
Seit 1992 besteht eine Städtepartnerschaft zur deutschen Stadt Eisenach, die durch Schüleraustausch und Teilnahme an Kulturveranstaltungen und Jubiläen gepflegt wird.
Waverly verfügt über eine Vielzahl von Freizeit- und Sportangeboten.
Im Stadtgebiet befinden sich der Three Rivers Park, der South Riverside Park, der Kohlmann Park und der Cedar Bend Park.
Zu den kulturellen Höhepunkten im Jahresverlauf gehören die Veranstaltungen der  Waverly Midwest Horse Sale – die jeweils auf fünf Tage im März und Oktober gebuchte Pferdeauktion bietet neben der kommerziellen Veranstaltung ein breites Kulturprogramm.

## Geschichte
Als erster Siedler wurde der Deutsche Einwanderer Friedrich Kretzmaier registriert, dies geschah 1852. Zu dieser Zeit lebten noch drei Indianerstämme im Gebiet. Bereits 1853 wurde Waverly zum Hauptort des Bremer County bestimmt. Die Stadtrechte erhielt Waverly 1859. Ungefähr 60 Prozent der heutigen Bevölkerung sind deutscher Herkunft. Die wirtschaftliche Entwicklung der Stadt beruht auf der Landwirtschaft, es dominieren Mais- und Sojabohnenanbau sowie Mastviehzucht.
In Waverly gibt es elf Kirchen verschiedenster Konfessionen, doch nimmt die lutherische Kirche einen besonderen Platz ein.

## Bevölkerung
Nach der Volkszählung im Jahr 2010 lebten in Waverly 9874 Menschen in 3546 Haushalten. Die Bevölkerungsdichte betrug 341,7 Einwohner pro Quadratkilometer. In den 3546 Haushalten lebten statistisch je 2,34 Personen.
Ethnisch betrachtet setzte sich die Bevölkerung zusammen aus 95,3 Prozent Weißen, 1,7 Prozent Afroamerikanern, 0,1 Prozent amerikanischen Ureinwohnern, 1,2 Prozent Asiaten sowie 0,3 Prozent aus anderen ethnischen Gruppen; 1,4 Prozent stammten von zwei oder mehr Ethnien ab. Unabhängig von der ethnischen Zugehörigkeit waren 1,3 Prozent der Bevölkerung spanischer oder lateinamerikanischer Abstammung.
20,4 Prozent der Bevölkerung waren unter 18 Jahre alt, 62,8 Prozent waren zwischen 18 und 64 und 16,8 Prozent waren 65 Jahre oder älter. 52,6 Prozent der Bevölkerung waren weiblich.
Das mittlere jährliche Einkommen eines Haushalts lag bei 61.308 USD. Das Pro-Kopf-Einkommen betrug 26.007 USD. 10,4 Prozent der Einwohner lebten unterhalb der Armutsgrenze.

## Bekannte Bewohner
- Oran Faville (1817–1872) – erster Vizegouverneur von Iowa (1858–1850) – starb in Waverly und ist hier beigesetzt
- Tom Latham (* 1948) – seit 1995 republikanischer Abgeordneter des US-Repräsentantenhauses – studierte zeitweise in Waverly
- John G. Lorber (1941–2021) – General der United States Air Force
- John Sladek (1937–2000) – Science-Fiction-Autor – geboren in Waverly
- Burton E. Sweet (1867–1957) – republikanischer Abgeordneter des US-Repräsentantenhauses (1915–1923) – geboren, aufgewachsen und beigesetzt in Waverly
- Michael Talbott (* 1955) – Schauspieler – lebt seit seiner Geburt in Waverly